# Delovna osebnost
Termin delovna osebnost vključuje koncept posameznika kot delavca, njegov motivacijski sistem ter potrebe in vrednote, povezane z njegovim delovnim mestom . V zadnjih desetletjih je porastla popularnost teorije petih dimenzij osebnosti, ki jih označujemo kot »velikih pet«. Velikih pet faktorjev osebnosti na delovnem mestu predstavlja strukturo, s katero lahko opišemo posameznikovo osebnost in psiho pri delu. Model ponudi pregled osebnostnih lastnosti, s katerimi se lahko vsakodnevno srečamo na delovnem mestu. Tako bo oseba v skladu s teorijo velikih pet vedno sodila v eno od petih kategorij. Natančneje lahko merimo ekstravertnost, vestnost, sprejemljivost, odprtost in nevroticizem. Preučevanje osebnostnih lastnosti se pogosto uporablja pri selekcijskih postopkih, kjer delodajalce zanima, katere lastnosti lahko bodoči zaposleni dodajo k skupinski dinamiki na delovnem mestu .

## Pomembnost osebnostnih lastnosti za delovno mesto
Avtorja Barrick in Mount  sta oblikovala sedem razlogov, zakaj je osebnost tako pomembna na delovnem mestu:

1. Kadrovniki velik poudarek pri izbiri zaposlenih dajejo osebnostnim lastnostim, osebnost naj bi bila za izbor enako pomembna kot inteligentnost.
2. Določene osebnostne lastnosti lahko napovedujejo splošno delovno učinkovitost pa tudi specifične vidike uspešnosti pri delu. Osebnostne lastnosti nam lahko povedo, kaj »bo« posameznik naredil na delovnem mestu, medtem ko inteligentnost pokaže na to, kaj »bi lahko« storil.
3. Če osebnostne lastnosti med seboj kombiniramo, postane odnos med osebnostjo in delovno učinkovitostjo še močnejši.
4. Mere osebnosti izboljšujejo napovedno vrednost učinkovitosti na delovnem mestu, torej je smiselno pred samo zaposlitvijo kandidata preučiti tudi osebnost in ne le inteligentnost ali izkušnje kandidata.
5. Glede osebnostnih lastnosti so se pokazale veliko manjše razlike v spolu, starosti ter etnični pripadnosti kot pri merjenju inteligentnosti.
6. Poleg tega, da osebnostne lastnosti napovedujejo trenutno uspešnost pri delu, lahko nakazujejo tudi na bolj oddaljene lastnosti, kot uspešnost celotne kariere ter zadovoljstvo s službo in drugimi vidiki življenja.
7. Osebnostne lastnosti napovedujejo številna vedenja, ki so za kadrovnike pomembna, ko izbirajo primernega kandidata za delo. Tako imajo osebnostne lastnosti vpliv na kontraproduktivno vedenje na delovnem mestu, fluktuacijo, odsotnost od dela, počasnost pri delu, uspešnost skupine, zadovoljstvo z delom ter učinkovitost na vodstvenem položaju.

## Najpomembnejše osebnostne poteze na delovnem mestu
Raziskovalca Sackett in Walmsley  sta na podlagi analize selekcijskih intervjujev ugotavljala, katere osebnostne lastnosti so za delodajalce najpomembnejše. In sicer se je za najbolj pomembno lastnost izkazala vestnost, ki vključuje zanesljivost in redoljubnost. Druga najpomembnejša lastnost pa je sprejemljivost, saj je nujno, da imajo kandidati veselje do sodelovanja, fleksibilnost ter visoko stopnjo tolerance. Nadalje je avtorja zanimalo, ali osebnostne lastnosti lahko napovedujejo, kako dobro bo oseba dejansko delala, ko bo izbrana za določeno delovno mesto. Tako sta preučevala povezavo med osebnostnimi lastnostmi ter kriterije za posameznikovo  delovno učinkovitost. Kriteriji so bili naslednji:

- ali oseba zmore delo opravljati tako, da je pri tem zadovoljna,
- kako pogosto oseba presega svoje zmogljivosti in se še dodatno potrudi za uspeh na delovnem mestu,

- kako pogosto se pri osebi pojavlja negativno vedenje.

Tudi v drugem delu raziskave sta se kot najpomembnejši osebnostni lastnosti izkazali sprejemljivost in vestnost. Nadalje sta s pomočjo baze poklicev O*NET ugotavljala, katere osebnostne lastnosti se najpogosteje izpišejo pri profilu posameznih opisov poklicev. Sklenila sta, da so na splošno za vse poklice najpomembnejše vestnost, sprejemljivost ter čustvena stabilnost, medtem ko sta bili ekstravertnost ter odprtost za izkušnje pomembni le za specifične poklice.

## Osebnost in delovna uspešnost
V preteklih raziskavah sta se kot pomembna za delovno uspešnost izkazala dva faktorja. In sicer sta to vestnost ter emocionalna stabilnost. Lestvici se nanašata na pripravljenost za sledenje pravilom ter vložen trud. Izkazalo se je, da dobro predstavljata motivacijo na delovnem mestu ter na delovno uspešnost vplivata ne glede na tip delovnega mesta. Ostale lestvice velikih pet so se izkazale kot pomembni napovedniki le na specifičnih delovnih mestih . Ekstravertnost kaže na delovno uspešnost v poklicih, kjer je pomembna interakcija z drugimi osebami, sploh ko mora oseba vplivati na druge ali ohraniti določen status ter moč. Osebe, ki delajo v prodaji ali kot poslovodje, potrebujejo za svojo uspešnost lastnosti kot so sociabilnost, energičnost, ambicioznost ter asertivnost. Tudi sprejemljivost se je v prejšnjih raziskavah povezovala z delovno uspešnostjo na tistih delovnih mestih, kjer je pomembna interakcija z drugimi ljudmi. Vendar je igrala pomembno vlogo le, če je interakcija vključevala pomoč, sodelovanje in negovanje drugih. Raziskave so pokazale, da so tisti zaposleni, ki so prepirljivi, nefleksibilni, ne sodelujejo, in niso tolerantni tudi manj učinkoviti pri timskem delu in kažejo kontraproduktivno vedenje. Moramo pa omeniti, da novejše raziskave nakazujejo na splošno pomembnost sprejemljivosti. Nenazadnje pa se odprtost za izkušnje povezuje s kreativnostjo in dobro prilagoditvijo spremembam . Tisti zaposleni, ki so umetniško občutljivi, intelektualni, radovedni, originalni in neodvisni, se lažje soočajo s spremembami in veliko doprinesejo k inovativnosti pri delu.

## Osebnost in predanost delu ter organizaciji
Predanost delu je psihološko stanje, ki opisuje odnos zaposlenega do svoje organizacije  in nakazuje na odločitev o tem, ali bo posameznik še ostal član te organizacije. Vendar se narava psiholoških stanj pri posamezniku spreminja, zato sta Meyer in Allen  oblikovala tro-komponentni model predanosti organizaciji, ki to naravo razlaga. Prva komponenta je "učinkovita predanost", ki vključuje emocionalno navezanost delavca na organizacijo, ter identifikacijo in vključenost v to organizacijo. V tem primeru zaposleni nadaljujejo z delom v organizaciji, ker je takšna njihova želja. Naslednja komponenta je "neprenehna predanost". Vključuje percepcije zaposlenega o tem, kakšni so stroški, če zapusti organizacijo. Stroški so lahko povezani z delom ali z drugimi dejavniki (kot na primer stroški premestitve). Tako bo zaposleni, ki dosega visoke rezultate na omenjeni komponenti nadaljeval s predanostjo organizaciji, ker to »mora« storiti. Zadnja komponenta je "normativna predanost", ki se nanaša na občutke obveze zaposlenega, da ostane v podjetju. Zaposleni z visoko stopnjo normativne predanosti imajo občutek, da »bi morali« ostati v organizaciji.

### Povezava med tro-komponentnim modelom in osebnostjo
Ekstravertnost je najpomembnejši napovednik vseh treh komponent. Kot prvo je povezana z "učinkovito predanostjo", saj je pozitivna emocionalnost jedro ekstravertnosti. Nadalje se ta osebnostna poteza negativno povezuje z "neprenehno predanostjo", saj je pri ekstravertnih posameznikih večja verjetnost, da se bodo mrežili z drugimi osebami in iskali alternativna delovna mesta, kot pa introvertni. Ekstravertnost pa se nenazadnje pozitivno povezuje z "normativno predanostjo", saj slednja oblikuje določeno obliko recipročnosti.

Nadalje raziskave niso pokazale pomembne povezave med nevroticizmom in "učinkovito predanostjo". Po drugi strani pa se nevroticizem pozitivno povezuje z "neprenehno predanostjo", pa tudi z "normativno predanostjo", vendar pri slednji povezava ni bila tako visoka. Zaradi njihove narave so nevroticisti nagnjeni k doživljanju negativnih čustev na delovnem  mestu in negativnih vplivov. Ravno zato so previdni pri emocionalnem vključevanju v svojo organizacijo ter bolj zavestno spremljajo stroške, ki se povezujejo z izgubo službe. Bolj so pozorni tudi na atipične vložke, ki jih vanje vnaša organizacija, saj se potem čutijo dolžne povrniti uslugo.

Vestnost se pozitivno povezuje z "učinkovito predanostjo". Takšni posamezniki se močno identificirajo s svojo službo, navezavo pa prenesejo na celotno organizacijo. Vestnost je pozitivno povezana tudi z "neprenehno predanostjo", saj povečana vključenost v službo vodi v večje nagrade na delovnem mestu. Slednje vestnim posameznikom povečajo stroške, ki bi jih imeli s tem, ko bi zapustili svojo delovno organizacijo.

Povezanost pa lahko najdemo tudi med odprtostjo za izkušnje in "neprenehno predanostjo", saj so takšne osebe bolj raziskovalne in željne iskanja alternativnih delovnih mest. Sprejemljivost pa se povezuje z "normativno predanostjo", saj so sprejemljive osebe bolj razumne, se dobro razumejo z drugimi osebami, kar se neposredno nanaša na njihovo čustveno toplino. Takšno vedenje lahko poveča socialno identifikacijo zaposlenega z njegovim delovnim okoljem in poveča njegovo potrebo po vzpostavitvi recipročnega odnosa z organizacijo, kjer bo posameznik v odnos prinesel podporno socialno okolje .

## Osebnost in odklonsko vedenje na delovnem mestu
Kontraproduktivno vedenje na delovnem mestu vključuje veliko izbiro prostovoljnih vedenj, s katerimi želi posameznik škoditi organizaciji ali posamezniku znotraj te organizacije s kršenjem norm in nižanjem psihološkega blagostanja. Vključuje vedenje kot na primer krajo svojim sodelavcem, zadrževanje ostalih pri doseganju uspeha, nadlegovanje, izostajanje od dela brez dovoljenja in obrekovanje delavcev v organizaciji osebam izven te organizacije . Raziskave so tudi ugotovile, da moramo ločiti med dvema vrstama kontraproduktivnega vedenja:

- ena se nanaša na vedenje, kjer želi nekdo škodovati celotni organizaciji;
- druga pa na vedenje, usmerjeno v škodovanje posameznikom znotraj organizacije.

Osebnost je ključna za določanje tega, v kolikšni meri se bo posameznik vključil v takšno negativno vedenje na delovnem mestu. Pomembno vlogo ima zato, ker lahko vpliva na zaznavanje in vrednotenje okolja, na pripisovanje atribucij za vzroke določenih dogodkov, emocionalne odzive in zmožnost inhibicije agresivnih in neproduktivnih impulzov. Tako sta sprejemljivost in vestnost pomembni komponenti, ki znižujeta verjetnost, da se bo posameznik vključil v odklonsko vedenje. Ljudje z visoko stopnjo vestnosti so namreč zelo pazljivi, natančni, organizirani. Na splošno so dojeti kot delovne in neimpulzivne osebe. Sprejemljivi posamezniki pa se kažejo kot spoštljivi, fleksibilni, sodelujoči in željni pomagati. Če pa ima posameznik nizko izraženost katere izmed teh dveh lastnosti, bo to dober napovednik njegove slabše delovne učinkovitosti, oseba bo nagnjena k prevaram tudi neodgovornem vedenju. Omenjeni mislijo le nase, so prepirljivi in manipulativni, kar posledično vodi v odklonskost na delovnem mestu.

## Sprememba osebnosti ob brezposelnosti
Brezposelnost prinese v posameznikovo življenje številna nihanja, posledično pa pride tudi do sprememb v specifičnih osebnostnih lastnostih. Tako so raziskave pokazale, da se sprejemljivost, vestnost ter odprtost za izkušnje spremenijo ob daljši brezposelnosti, vendar je sprememba odvisna od dejavnikov kot so dolžina brezposelnosti, spol ter možnosti ponovne zaposlitve, le pri odprtosti so se izkazale spremembe pri vseh dejavnikih. Dolžina zaposlenosti vpliva na nižjo sprejemljivost ter odprtost, razlike v spolu pa imajo svoj vpliv na vestnost in odprtost. Poleg tega obstaja nelinerarna povezava med spolom ter dolžino brezposelnosti, ki kaže na to, da sta oba dejavnika pomembna pri obstoju osebnostnih lastnosti. V raziskavi so moški, brezposelni 2-3 leta, doživljali večjo sprejemljivost, ki pa se je znižala pri daljši brezposelnosti. V zgodnji fazi brezposelnosti, lahko posamezniki doživljajo spodbude, ki jih vodijo k sprejemljivem obnašanju, saj v tej fazi osebe po navadi iščejo nove zaposlitve. Po več letih brezposelnosti, ko situacija postane endemična, pa samoiniciativa in spodbude upadejo in s tem tudi sprejemljivost. Pri ženskah pa je v vseh stopnjah brezposelnosti sprejemljivost padala. Razlog za to bi bil lahko vpliv tradicionalnih delovnih vlog, kjer ženske živijo nadalje doma in prevzamejo vlogo gospodinje in sploh ne iščejo zaposlitve. Zato se sprejemljivost že takoj zniža .

Čeprav je vestnost pomembna za uspešnost pri delu, pa obstajajo tudi dokazi, da samo delo vpliva na stopnjo vestnosti. Brezposelni posamezniki lahko občutijo situacijske pritiske, da postopoma znižajo raven vestnosti, saj to lahko predstavlja prilagoditev pri soočanju z brezposelnostjo. Tako brezposelni posamezniki, ki so visoko vestni, doživljajo največji padec zadovoljstva z življenjem po nastopu brezposelnosti . Iz tega lahko zaključimo, da v določenih vidikih visoka vestnost ni optimalna. Po drugi strani pa so raziskave pokazale, da je vestnost povezana s pospešenim iskanjem nove zaposlitve .

Odprtost se lahko ob brezposelnosti poveča, saj le-ta posamezniku ponudi priložnost za ovrednotenje svojega življenja ter osredotočenje na manj materialne vrednote (kot na primer poglobitev odnosov, cenjenje estetike). Po drugi strani pa lahko brezposelnost omejuje posameznikovo zmožnost vključevanja v nove izkušnje, kot preizkušanje novih restavracij ali potovanja. Poleg tega lahko vpliva na izkrivljene percepcije sveta kot neprijetnega in neprijaznega .

## Osebnost in plača
Raziskave kažejo, da povezava med osebnostnimi lastnostmi in plačo ni univerzalna, saj se razlikuje glede na poklice, ki jih ljudje opravljajo, poleg tega pa lahko govorimo tudi razlikah po spolu. Osebnostne lastnosti vodijo torej v različne nagrade na trgu dela, glede na to ali je oseba moškega ali ženskega spola. Razloge za to lahko najdemo v različnih preferencah za izbiro delovnega mesta, poleg tega pa ženske dominirajo v poklicih, v katerih se favorizirajo specifične osebnostne lastnosti. Ženske na primer prevzemajo vlogo v poklicih, ki vključujejo negovanje drugih oseb, poleg tega pa so to poklici z nižjimi plačami .

Pomembni osebnostni lastnosti, ki na splošno vplivata na višino plače sta ekstravertnost in sprejemljivost. In sicer je ekstravertnost povezana z nižjimi plačami, saj so te osebe precej dominantne pri svojem delu, česar delodajalci ne sprejemajo in kaznujejo. Sprejemljivost pa ima z višino plače obojestransko povezavo, kar nakazuje, da se lahko pomoč drugim osebam in delovanje v skladu z interesi drugih oseb na delovnem trgu kaznuje. Sprejemljivost je lastnost, ki jo delodajalci cenijo, saj se sprejemljivi posamezniki bolj pozitivno odzivajo na spodbude šefov. Zato je lahko povezana tudi z višjo plačo. Po drugi strani pa je lahko nizek rezultat na lestvici sprejemljivosti povezan s tako imenovano »makiavelsko inteligentnostjo«, ki predstavlja zmožnost manipuliranja z drugimi za lastne koristi. Vendar je tudi slednje pozitivno povezano s plačo oziroma zaslužkom. Obstaja pa možnost, da sprejemljivi posamezniki ne bodo zahtevali višje plače kljub velikemu trudu, ki so ga vložili v delo . Poleg tega so lahko sprejemljivi posamezniki slabši pogajalci in imajo preveč enakopraven odnos do zaposlitve in plače. Še ena razlaga se nanaša na to, da sprejemljive osebe že od začetka delajo na delovnih mestih z nižjimi plačami. Ekstravertnost lahko pozitivno vpliva na dosežke prodajalcev izdelkov, učiteljev, slabše pa na delo tajnic ali znanstvenikov. Rezultati tako kažejo, da imajo bolj ekstravertne ženske nižje plače, vendar je slednje odvisno od poklica, ki ga ženska opravlja. Ni še popolnoma raziskano, vendar obstajajo predvidevanja, da ženske izbirajo takšne poklice, kjer ekstravertnost ne prispeva k višji učinkovitosti in posledično vodi v negativne posledice, če ima ženska višjo raven ekstravertnosti. Vestnost je znotraj trga dela nagrajena, poleg tega je pozitivno povezana z uspešnostjo na delu. Opisujejo jo kot spodbudni faktor, zatorej bo delodajalec uporabil manj spodbud za večje zadovoljstvo svojih zaposlenih, posledično bodo tudi plače večje .

## Osebnost in izgorelost
Izgorelost na delovnem mestu je proces, ki se prične s prekomerno in dolgotrajno stopnjo stresa pri delu. Stres pri zaposlenem povzroči napetost, razdraženost ter izčrpanost, celoten proces izgorelosti pa se konča, ko zaposleni nima več energije za spopadanje s stresom, zato pri delu postane apatičen, ciničen in rigiden . Z izgorelostjo se povezujejo tudi osebnostne lastnosti, in sicer se je kot največji napovednik izgorelosti izkazal nevroticizem, tako na področju izčrpanosti, cinizma  ter nižje profesionalne zmogljivosti. Osebe z višjo izraženostjo nevroticizma imajo večjo verjetnost izražanja cinizma ter izčrpanosti, po drugi strani pa kažejo nižjo delovno zmogljivost. Razloge za to lahko najdemo v lastnostih nevroticističnih oseb, kot na primer v občutenju močnejše anksioznosti, razdraženosti pa tudi podcenjevanju svojih delovnih zmožnosti. Druga pomembna lastnost, ki lahko vpliva na možnost izgorelosti, pa je ekstravertnost. V nasprotju z nevroticizmom se ekstravertnost negativno povezuje s pojavom cinizma ter izčrpanosti, večja ekstravertnost pa omogoča večjo profesionalno zmogljivost. Torej osebe ki so bolj družabne, asertivne in optimistične izražajo bolj pozitivne emocije v primerjavi z drugimi, slednje pa jih naredi tudi bolj odporne na izgorelost .

## Osebnost in timsko delo
V 20. stoletju se v ospredje postavlja vloga timskega dela. Organizacije oblikujejo večjo fleksibilnost in avtonomnost strukture preko timov, saj so slednji bolj učinkoviti pri prilagajanju dinamičnim okoliščinam organizacije in se lahko bolje soočajo s kompleksnimi produkti in procesi, kot če bi zaposleni delali samostojno. Poleg tega naj bi delo v timu povečalo kvaliteto življenja v času zaposlitve in za sabo potegnilo doživljanje svoje službe kot privlačne, povečalo pa bi tudi notranjo motiviranost pri delu . Raziskovanje odnosa med osebnostjo in timskim delom sega že v prejšnje stoletje, ene izmed prvih pomembnih raziskav so ugotovile, da v organizaciji dosežejo najvišjo uspešnost tiste ekipe, ki so sestavljene iz članov z optimalnimi stopnjami različnih osebnostnih lastnosti. Neuman, Wagner in Christiansen  so pokazali, da je vestnost pomemben napovednik učinkovitosti v timu, poleg tega pa so odkrili, da je odprtost za izkušnje povezana z učinkovitim timskim delom na splošno. Medtem ko sta Barry in Stewart  ugotovila nelinearno povezanost ekstravertnosti in učinkovitosti skupine pri nalogah produkcije. Raziskave pa so preučevale tudi cele vzorce osebnostnih lastnosti, ki lahko vplivajo na optimalno delo v skupini. Takšen vzorec vključuje zmerno stopnjo ekstravertnosti, visoko stopnjo odprtosti za izkušnje, prav tako tudi visoko stopnjo vestnosti. Ta kombinacija se je v timu izkazala za učinkovito, saj povečuje kreativnost, spodbuja komunikacijo (vendar v dovolj zmerni meri, da se spodbuja zbiranje novih idej in posluša vse vidike), motivacijo ter disciplino za vztrajanje pri nalogi . Novejše raziskave se usmerjajo predvsem v povezavo med osebnostnimi lastnostmi in komunikacijo, kot odnosom, ki ima pomemben vpliv na timsko delo. Vestnost je varovalni dejavnik, ki zmanjšuje timske konflikte in vpliva na zmanjšanje pozitivnega doživljanja tima le, če je oseba dosegla na vestnosti nizek rezultat. Takšna oseba bo z veliko verjetnostjo jezo pretvorila v agresivnost ter posledično to agresivnost usmerila v zadovoljstvo s timom. S tem se je pokazalo, da ima osebnost potencial za vplivanje na percepcije zaposlenih. Poleg tega nizek nevroticizem vodi v negativno povezavo med konfliktom v skupini ter mentalnimi modeli, povezanimi s timskim delom. Torej nevroticizem ne igra pomembne vloge pri varovanju oseb pred konflikti v skupini. Ena razlaga je, da osebe z visokim nevroticizmom redkeje izražajo svojo jezo ob konfliktu z drugimi, kar preprečuje tudi nadaljnje poslabšanje odnosov v timu. Poleg tega nevroticistične osebe oblikujejo emocionalni obrambni mehanizem, ki jim pomaga, da se v času konfliktov v skupini umaknejo in ne poslabšujejo stanja . Seveda pa je pomembna tudi sama osebnost vodij, ki nadzorujejo in krmarijo timsko delo ter delo zaposlenih nasploh.

## Osebnost v selekcijskih postopkih
V selekcijskem postopku lahko s testi osebnostnih lastnosti pri kandidatih ugotavljamo strukturo ter moč izraženosti karakteristik kandidata, ki vplivajo na njegovo delovanje ter odnose na delovnem mestu. Ker se ključne osebnostne poteze v normalnih pogojih s časom skorajda ne spreminjajo, je mogoče iz njihove intenzitete in odnosov sklepati na posameznikove vedenjske vzorce, odnos do sodelavcev, strank, delovnih obveznosti ter avtoritete . Preučevanje osebnostnih lastnosti v selekcijske namene se je prvič pojavilo v 60. letih prejšnjega stoletja, vendar so raziskovalci ugotovili, da je premalo dokazov o veljavnosti osebnostnih lastnosti v selekciji . Skozi desetletja pa se je na podlagi te trditve pojavilo veliko število raziskav, katerih namen je bil pokazati veljavnost osebnostnih lastnosti pri učinkovitosti pri delu ter pomoč pri selekcijskem postopku, kar jim je tudi uspelo. Tako danes organizacije v čedalje večji meri uporabljajo osebnostne lastnosti kot komponente odločanja o izboru zaposlenih. Seveda je pomembno tudi, da se glede na potrebe delovnega mesta izbere primerno mero osebnosti, ki bo dobro napovedovala delovno uspešnost. Poleg tega je potrebno upoštevati, da merjenje osebnostnih lastnosti večinoma poteka s pomočjo samoocen kandidatov, ki lahko svoje odgovore tudi prikrojijo, čeprav na splošno veljavnost osebnostnih mer pri selekciji ni zmanjšana zaradi poskusov prikrojitve odgovorov. Ker pa še vseeno ta možnost obstaja, raziskovalci predlagajo, da se v teste, ki merijo osebnostne lastnosti vključi vprašanja s prisilnimi odgovori (torej da udeleženec izbira med dvema odgovoroma), ali pa lažna vprašanja, ki preverjajo koliko udeleženec na celotni lestvici govori po resnici. Danes se pogosto uporabljajo tudi internetni testi osebnosti, ki imajo lahko potencialne prednosti v smislu hitre dostopnosti in časovne ekonomičnosti ter cenovne ugodnosti .

Uporabljanje testov za ocenjevanje ter merjenje osebnostnih lastnosti ima pri izbiri zaposlenih določene prednosti, vendar le, če jih uporabljajo ustrezno izobraženi strokovnjaki. S testiranjem organizacija pridobi mnogo več informacij o kandidatih, kot zgolj z intervjujem. Testi tako zagotavljajo, da podjetje izbere kandidata, ki ni le ustrezen za delovno mesto, temveč se je zmožen brez težav vključiti v obstoječo skupino zaposlenih .

Slovenski kadrovniki najpogosteje uporabljajo splošne vprašalnike osebnosti, s pomočjo katerih posredno sklepajo na ustreznost posameznikovih osebnostnih značilnosti za določeno delovno mesto. Tisti, ki merijo osebnost po modelu velikih pet (npr. vprašalnika BFQ in NEO PI-R) imajo boljše merske karakteristike od tistih, ki izhajajo iz drugih teorij, vendar slednji podajo drugačen vpogled v strukturo osebnosti posameznika (primera teh vprašalnikov sta EPQ-R in PIE). Če primerjamo stanje s tujino, pa so tam pogosteje uporabljeni vprašalniki  tako imenovane delovne osebnosti, ki poleg splošnih merijo še bolj specifične osebnostne lastnosti, tudi pomembne na delovnem mestu. Takšen je med drugim vprašalnik BIP, ki je v tujini pogosto uporabljen  .